# Julien Drugman
Julien Drugman (Brussel, 1875 - 1950) was een Belgisch mineraloog.  Hij specialiseerde zich in het verzamelen en bestuderen van tweelingkristallen.  Bij zijn dood in 1950 liet hij zijn uitgebreide verzameling van meer dan vierduizend mineralen en ontelbare tweelingkristallen na aan het Koninklijk Belgisch Instituut voor Natuurwetenschappen op voorwaarde dat ze een onafhankelijk geheel zou blijven dat niet mocht geïntegreerd worden in de algemene mineralenverzameling.